# 어유정항
어유정항(魚遊井港)은 인천광역시 강화군 삼산면 매음리, 석모도 섬의 남쪽 끝에 있는 어항이다. 인근 조업어선의 보급과 해상교통 기능을 가진 종합어항으로 개발중에 있으며, 어업인구는 110여명, 어선 30여척을 보유하고 있다. 1971년 12월 21일 국가어항으로 지정되었다. 관리청은 해양수산부 서해어업관리단, 시설관리자는 강화군이다.

## 연혁
- 삼산면은 강화군 소속의 석모도에 속해 있으며 고려말 이래 석도동 돌캐동, 금동으로 호칭되었고 1914년 강화부와 교동부가 통합되어 면제가 실시됨에 따라 송가도가 삼산면으로 환원되어 부속도서인 서검리와 미법리를 포함한 7개리를 소관하게 되었다.
- 어유정항은 인근 조업어선의 피난항 기능 및 해양교통, 관광기능을 담당하는 종합어항으로 변하고 있는 국가어항으로 1993년 정비계획을 수립하고, 1994년 사업에 착수했으며, 2002년 정비계획조사 용역을 시행했다.[1]

## 어항구역
본 항의 어항구역은 다음과 같다.
- 수역[2]
  - 어유정도 남측 돌출부 선단에서 정남으로 200m 점(해상), 이점에서 정동으로 700m점(해상), 이점에서 정북으로 대안 방조제와 연결하는 선을 따라 형성된 공유수면
- 육역[3]
  - 인천시 강화군 삼산면 매음리 855-26 외 3필지(상세내역은 생략)

## 개발 계획
2011년 10월 7일 변경된 어유정항의 국가어항 개발계획은 다음과 같다.
- 남방파제 160m, 서방파제 120m, 물양장 280m, 선양장 30m, 호안 43m, 선착장 88m, 준설 39천m3

## 어항 시설
물양장 및 선착장, 방파제가 축조되어 있으며 현재 확장공사 중에 있다.

## 주요 어종
봄철에는 꽃게, 새우, 여름철에는 병어, 밴댕이, 가을철에는 꽃게, 젓새우를 어획한다.

## 교통 정보
석모도의 보문선착장에서 강화도의 선수선착장을 운항하는 차도선이 매 정시에 있다.